# Journal on Legal and Economic Issues of Central Europe
Journal on Legal and Economic Issues of Central Europe (Die Zeitschrift für rechtliche und ökonomische Probleme der Zentraleuropa) war eine juristische und ökonomische auf Englisch geschriebene Fachsemestralschrift mit der ISSN 2043-085X, die sich den Fragen des Rechts in Zentraleuropa widmete. Sie erschien in den Jahren 2010 bis 2015 in London. Die Herausgabe leitete ein Redaktionsrat.